# Torroso
Torroso es una de las diez parroquias del municipio gallego de Mos, limitando con Guizán al norte, Mos al este, Petelos al sur y Tameiga y Dornelas al oeste.
Es la parroquia que más zonas tiene: Barreriros, Cabezal, Carballeira, Cerdedelo, Cotofe, Fontiña, Iglesia, Louriñó, Outeiro, Peinador, San Juan, Seixabre y Texe.

## Torroso como parroquia
Torroso cuenta con una gran iglesia de estilo neoclásico, construida entre 1867-1869 para sustituir así, la iglesia antigua. Cuenta con una bóveda de cañón alta y amplia y destaca el retablo central en el final de la  misma, representándose allí la imagen de San Mamed, patrón de la parroquia y del municipio.
En su pasado fue una parroquia de mucho prestigio, xa que el antiguo marquesado de Mos, en el siglo XVIII la nombraron parroquia de presentación a autoridades foráneas, junta a la iglesia de Santa Eulalia de Mos.

## Historia geográfica
Torroso, hasta el siglo XV, no estuvo considerada parroquia como tal sino un anexo de la actual parroquia porriñesa del Divino Salvador de Torneiros. Medio siglo después, se independiza como parroquia y se integra en el Marquesado de la familia Quirós - Sotomayor, que dará lugar al actual ayuntamiento de Mos, con sus 10 parroquias. En el 1619, la parroquia vecina de San Nicolás de Cerdedelo se anexa a Torroso, conformando así la actual geografía de esta parroquia.

## Ganadores Electorales en Torroso
EUROPEAS 2024
Partido Popular de Galicia 37,51%
GALLEGAS 2024
Partido Popular de Galicia 44,43%
GENERALES 2023 
CONGRESO
Partido Popular de Galicia 36,09% (aprox)
SENADO
Partido Popular de Galicia Nidia Mª Arévalo Gómez 345 votos.
MUNICIPALES 2023
Partido Popular de Galicia 55,35%
GALLEGAS 2020
Partido Popular de Galicia 42,92% (aprox)
MUNICIPALES 2019
Partido Popular de Galicia 48,66%
GENERALES I 2019
Partido de los Socialistas de Galicia-PSOE

## Cultura y tradiciones
La parroquia de Torroso es considerada coloquialmente como la capital cultural del municipio de Mos. Esta cuenta con conservatorio propio de origen vecinal sin ánimo de lucro como es el denominado Conservatorio Profesional de Música de Torroso que cuenta con medio millar de alumnas y alumnos que se forman musicalmente diariamente. También en este ámbito se encuentra la Banda de Música Xuvenil de Torroso, La Rondalla de Torroso, entre otras formaciones,  las que fueron el primer fruto de la semilla plantada por el Centro Recreativo Cultural, fundado en 1985 para dar respuesta a la demanda cultural de esta parroquia siendo el principal coordinador de actividad cultural de la parroquia.
Como tradiciones, cada 7 y 8 de agosto se celebra a San Mamed quien es patrón de la parroquia y del municio de Mos con eventos festivos, musicoculturales y gastronómicos.
El primer domingo de octubre se honra a la Virgen de los dolores.

#### LA RONDALLA
En la provincia de Pontevedra, las rondallas son un conjunto distinto que en el resto de España, son formaciones numerosas donde a un grupo de gaiteiros y de modernas incorporaciones de más instrumentos de viento, son acompañados por numerosos instrumentos precusivos tradicionales como son las panderetas, charrascas, cruceiros o castañuelas. Tradicionalmente, animan los festejos de Navidad y Reyes. Actualmente en la zona quedan 15 rondallas activas en toda el área metropolitana.
La rondalla de Torroso determina su actividad entre los años 1970 hasta el 2007 en los que por falta de componentes para llevarla a cabo dicho año se cierra su actividad. 
En el año 2017, surgió la iniciativa de su refundación promulgada por un entonces joven que se la propuso a la presidencia de la comunidad de Montes Camilo Grandal, llevándose a cabo la refundación el 14 de octubre del año 2017 teniendo ese año la rondalla nada más y mada menos que 86 componentes. En este presente año 2023, cuenta con 128 componentes: 120 rondalleiros y 8 abanderados.
Desde ese momento, echó a andar un nuevo proyecto que mueve cada Navidad a más de un centenar de personas, desde niños hasta mayores, siendo una forma de hacer hermandad y amistad y una tradición igualmente arraigada en todo el sur de Pontevedra.

## Camino de Santiago
El Camino de Santiago, actualmente, solo pasa por las parroquias de Sanguiñeda, Petelos, Mos y Guizán, o hasta ahora. Se ha descubierto hace poco tiempo que el primitivo camino portugués pasa por Torroso, por el antiguo Camino Real, lo que hace que exista un debate de fondo con fin incierto.